# دينو صقللوفيتش
دينو صقللوفيتش (بالكرواتية: Dino Sokolović)‏ هو متزحلق جبال الألب كرواتي، ولد في 17 ديسمبر 1988 في زغرب في كرواتيا.

## روابط خارجية
- دينو صقللوفيتش على موقع Paralympic.org (الإنجليزية)
- دينو صقللوفيتش على موقع IPC.InfostradaSports.com (مؤرشف) (الإنجليزية)